# Milk and Coffee
 (mai 2024).
Milk and Coffee, aussi stylisé Milk & Coffee, est un groupe italien de musique électronique. Le groupe, considéré par la presse spécialisée et le public comme le « Boney M. italien », obtient le succès dans les années 1980 en Europe et en Amérique du Sud.

## Histoire

### Débuts
Milk and Coffee débute en 1977 avec le single Goodbye San Francisco, sur lequel figure la chanson Pugni dollari e spinaci, inspirée du film homonyme Pugni dollari e spinaci. La formation initiale du groupe est composée de Giancarlo Nisi, Morena Rosini,, Corrina Testa et de la blonde Yvonne Harlow, qui sera remplacée l'année suivante par Florence Cavaliere.
C'est en 1978 que sort le deuxième 45 tours, Lady Blue, au dos duquel figure Welcome to Italy, qui devient la chanson thème d'Alto gradimento, émission diffusée par Rai Radio 2 et animée par Renzo Arbore et Gianni Boncompagni. Les deux chansons sont dans le style des chansons d'ABBA ou de Boney M., par exemple, qui grimpaient dans les hit-parades mondiaux à l'époque.
Au cours de l'été 1979, leur troisième 45 tours sort : Sweet Melody, avec le titre Cinderella au dos. En novembre, leur premier album Indianapolis est publié (avec un vinyle orange, une nouveauté pour ces années-là), qui contient également les deux tubes sortis quelques mois plus tôt. Le titre Indianapolis, qui dure neuf minutes en 33 tours (contrairement à la version 45 tours de cinq minutes), est structuré autour d'une ligne de basse corsée surmontée d'un phrasé de trompettes et de cordes, avec un rythme en crescendo et un chœur de femmes pour réchauffer l'atmosphère. Le break, parfaitement disco, est une explosion de percussions, de cordes, de trompettes et de basses. Dans l'ensemble, il s'agit d'un album d'une qualité indéniable et joué avec des morceaux résolument disco, rythmés et dansants (comme Angel Eyes ainsi que Indianapolis et Sweet Melody déjà cités) qui alternent avec des morceaux plus nettement pop comme Little Sandy et Mister Gold ou plus intenses et mélodiques comme Island Man et Cinderella elle-même, confirmant que notre production discographique n'avait rien à envier aux modèles américains en termes de qualité ou d'hétérogénéité des styles. Ils sont invités en tant que présence musicale régulière dans l'émission A tutto gag, diffusée en février et mars 1980 sur Rete 2, pour laquelle ils interprètent également le générique d'ouverture, Indianapolis.

### Années 1980
L'album Indianapolis est également imprimé et distribué pour le marché sud-américain. En Argentine, le 33 tours Indianapolis est distribué sous le titre Milk and Coffee le label discographique et le réseau de télévision ATC Producciones Fonograficas. Au cours de l'été 1980, Milk and Coffee sont également invités d'honneur au festival de Viña del Mar au Chili.
En 1981 sort le 45 tours Kit Hain - Sexy Lola, au dos duquel figure le titre Fever. Les deux titres sont dans le style disco et, avec le premier, ils participent au Festivalbar sur Rete 1. Une nouvelle et intense tournée en Argentine et au Pérou s'ensuit. L'année suivante, en 1982, Milk and Coffee abandonne le genre disco et se présente au festival de Sanremo 1982, en chantant pour la première fois en italien Quando incontri l'amore, une chanson entraînante à la mélodie aérienne, qui termine à la sixième place et reçoit l'approbation unanime du public et de la critique. Dès lors, leur répertoire musical sera toujours caractérisé, à quelques exceptions près, par des chansons chantées en italien. La même année sortent l'album 45 tours Quando incontri l'amore, au dos duquel figure la chanson Ti amo sempre più, et l'album 33 tours Milk and Coffee, qui contient, outre la chanson de Sanremo, des inédits chantés en italien, dont L'amore viene e va et Ci sei tu. L'album sort également en Amérique latine et en Espagne avec les versions espagnoles des titres Quando incontri l'amore (Cuando llega el amor) et Ti amo sempre più (Te quiero mas que ayer).
1983 voit la sortie du nouveau single Canterò avec le backing track Danny, ce dernier étant tiré du 33 tours Milk and coffee sorti l'année précédente. La même année, le single Canterò grimpe dans les hit-parades français et devient un véritable succès en France, où le groupe est lancé sous le nom d'Oggi Quatro. Le 45 tours Cantero/L'amore viene e va, produit par Mémé Ibach pour le marché français, est réédité. En 1984, le groupe est invité avec les Passengers et Pandemonium à l'émission Buon compleanno TV animée par Pippo Baudo en prime time sur la Rai Uno. Pour leur interprétation de la chanson de Gino Paoli Il cielo in una stanza, Milk and Coffee reçoit le premier prix du magazine d'information de la RAI. La même année, ils sortent l'album 33 tours Buon Compleanno TV, avec des chansons extraites de l'émission à laquelle ils ont participé, et l'album Ricordi, qui n'est rien d'autre qu'une collection de chansons de 1982 enrichie de quatre reprises : Il cielo in una stanza, Mi ritorni in mente, Azzurro et Marina.
En 1985, Milk and Coffee sont régulièrement invités le samedi soir dans l'émission Night and Day sur Rai Uno. La même année sort l'album Night and Day, une collection couvrant quatre décennies de chansons célèbres réarrangées dans une tonalité moderne, dont Beguin the Beguine et Blue Moon pour les années 1950, Let's Twist Again pour les années 1960, Alone Again, Crocodile Rock pour les années 1970, Reggae Night et On My Own pour les années 1980. Au cours de l'été 1985, Silhouette est enregistré, malheureusement uniquement en tant que promo, un titre qui sera récupéré dans le 33 tours qui sortira l'année suivante pour le marché polonais.
En 1986, Giancarlo Nisi quitte le groupe et est remplacé par Daniel Faro. La formation Milk and Coffee, désormais composée de Daniel, Morena, Florence et Corrina, remporte le Festival international de la chanson de Sopot, en obtenant le premier prix du jury populaire avec la chanson Arrivederci Amore Mio. L'album Milk and Coffee est lancé sur le marché polonais et comprend Se tornassi indietro et Pepito, un titre captivant et dansant imprégné de sonorités latines, très populaire sur le marché argentin. L'album se vendra à un million d'exemplaires. S'ensuit une intense tournée à l'étranger, qui touche non seulement la Pologne, mais aussi la Russie, la Tchécoslovaquie et l'Amérique du Sud. En 1987, le 45 tours Modella/Mi Manchi sort chez Lovers, et est distribué par Panarecords. Le premier titre, Modella, un morceau de dance et résolument à la mode pour ces années-là, écrit par Umberto Tozzi, avec qui Milk and Coffee avait effectué une tournée en Amérique du Sud l'année précédente, est exclu du festival de Sanremo en 1987 et, en raison de cet inconvénient, la promotion du single en pâtit considérablement. Malgré cela, la chanson est présentée à Disco Inverno en direct sur Rai Due en mars 1987. L'autre single Mi manchi est choisi comme reprise de la chanson russe Lavanda de Sofija Rotaru, qui connaît un grand succès en Europe de l'Est. La même année, ils sont invités régulièrement au Teatro Sistina de Rome avec Gino Bramieri dans le cadre du G.B.Show et participent au festival Viña del Mar au Chili en tant que représentants de l'Italie et se classent deuxièmes, recevant une plaque.
L'album Milk and Coffee de l'année précédente est réédité pour le marché argentin et se vend à 600 000 exemplaires. Fin 1987, Corrina Testa, enceinte entre-temps, quitte le groupe. Le groupe passe de quatre à trois membres : Daniel, Morena et Florence. Au cours de l'été 1988, le trio (Daniel, Morena et Florence) participe à nouveau au Festivalbar avec la chanson Boy Let Freedom Go, écrite par Daniel et chantée entièrement en anglais. La chanson sera étrangement incluse dans la compilation Festivalbar '89 au lieu de la compilation Festivalbar '88, l'année où le groupe avait participé à l'événement. En octobre 1988, Florence Cavaliere, suivant les traces de Corrina, décide elle aussi de quitter le groupe. Deux mois plus tard, la blonde Monica Persiani prend la relève. La formation composée de Daniel, Morena et Monica participe à l'émission Aspettando Sanremo sur Rai Uno, animée par Claudio Lippi en février 1989, en interprétant la chanson Quando incontri l'amore sortie en 1982 avec un nouvel arrangement. Avant le concert, Morena, qui est alors le seul membre restant de la formation originale, présente la nouvelle formation lors d'une brève interview avec le présentateur, en expliquant ses changements et son évolution.
Le groupe aurait dû participer au festival de Sanremo 1989 dans la catégorie « émergent » (emerging) (qui comprenait cette année-là huit artistes en compétition sélectionnés parmi les trente-six qui avaient participé au programme Aspettando Sanremo) avec la chanson Canterò per te, écrite par Fabio De Rossi, mais au dernier moment les Santarosa sont insérés à leur place. Le 45 tours est cependant sorti avec le verso uniquement instrumental pour Ros Record, mais en raison de la non-participation au festival de Sanremo, la chanson n'a pas bénéficié d'une bonne promotion et est ignorée par les radios. En septembre 1989, cependant, elle est présentée dans l'émission Buona Fortuna animée par Flavia Fortunato sur Rai Due.

### Années 1990
En 1990 est lancé le nouveau single Cuori di pietra, écrit par Daniel et avec des paroles de Morena, avec lequel Milk and Coffee est présenté dans l'émission Nuovo Cantagiro d'Ezio Radaelli, en direct le dimanche soir sur Rai Due. Au cours de l'été 1991, ils participent à nouveau au Cantagiro avec la nouvelle chanson Figli di nessuno, également écrite par Daniel, qui remporte plusieurs étapes et reste toujours en tête des hit-parades. Il s'agit d'une chanson rock au son nerveux et plutôt inhabituel pour le groupe, qui diffère considérablement du genre mélodique qui avait caractérisé leur style dans les années 1980 et du son de musique disco marqué de leurs débuts. La victoire revient finalement à Francesca Alotta, mais elle ne s'efface qu'en septembre, lors de la demi-finale de Vietri sul Mare, par une poignée de voix.
En 1993, le 45 tours Non esistono gli eroi sort sur le label Drums, rythmé avec des cadences presque rap, qui contient un morceau plus romantique et conventionnel au verso, Tu vivi. En 1994, l'album inédit Mani Mani est publié par Sony Music. Pour l'enregistrement de l'album, le groupe revient à quatre avec l'ajout de Deborah Johnson, qui figure sur la pochette avec Daniel, Morena et Monica. Le single de lancement, intitulé Mani Mani, est présenté dans l'émission Numero Uno en décembre de la même année en prime time sur Rai Uno, animée par Pippo Baudo. Outre ce single, les titres Uno di noi, Vattene via et Stai con lui sont extraits de l'album.
En 1995, Milk and Coffee devient témoin de l'ADMO avec Max Biaggi et Aleandro Baldi, donnant une série de concerts pour des œuvres de charité. En 1996, ils chantent l'hymne de la Roma et de la Lazio en direct sur la télévision RAI au Stadio Olimpico de Rome pour le match du cœur entre l'équipe nationale de football de 1982 et une équipe composée de joueurs de la Roma et de la Lazio. En 1997, l'album Mani Mani est réédité sur le label D.V.More avec une pochette différente de l'originale. En 1998, toujours sur le label D.V.More, sort la collection The Best, qui contient quelques succès réarrangés en italien (Quando incontri l'amore, Canterò, L'amore viene e va, Mi manchi) et plusieurs titres inédits, tous en italien, parmi lesquels Lascia che sia, Papà u mamma et Soli si può.
En 1999, Irina La Font, une jeune Cubaine, rejoint le groupe. Après plus de dix ans, le groupe est à nouveau composé de quatre musiciens (Daniel, Morena, Monica et Irina) et, toujours après dix ans, il s'agit à nouveau d'un groupe noir, puisqu'après le départ de Corrina Testa, le groupe est toujours composé de trois musiciens (à l'exception de l'intermède de la « météorite » Deborah Johnson en 1994). Milk and Coffee sous cette nouvelle forme réapparait sur Domenica In on Rai Uno en avril 1999 avec un medley dédié aux Gipsy Kings. Ils font ensuite plusieurs apparitions sur Quelli che il calcio, Unomattina, La vita in diretta et Tappeto volante.

### Depuis les années 2000
En 2001 sort l'album inédit Muevete, un disque de cinq titres, tous chantés en espagnol, dont, outre le single Muevete, présent avec deux arrangements différents (l'un dans le style latino-américain, l'autre dans une version techno), Por Favor se distingue également. De 2001 à 2004, Milk and Coffee est régulièrement invité à l'émission animée par Fabrizio Gatta et Cinzia Tani La giostra del goal en mondovisione sur Rai Internazionale, une émission dans laquelle le groupe n'a pas seulement interprété des chansons de son propre répertoire, mais dépoussière et réinterprète également des reprises et des succès du passé. En 2003, un mini-album est publié en hommage à ABBA avec les titres Dancing Queen et Hasta Mañana. De 2004 à 2006, Morena Rosini travaille comme correspondante pour Unomattina et est régulièrement invitée comme commentatrice et experte en musique dans l'émission Casa Raiuno animée par Massimo Giletti. Toujours en 2006, Morena est l'envoyée spéciale d'Unomattina au festival de Sanremo, animé cette année-là par Giorgio Panariello. La même année, le groupe entier participe au festival de Benidorm, où il est acclamé par le public et la critique. En 2007, un nouveau single, intitulé Tutti i colori del mondo, sort sur les plateformes numériques.
En septembre 2015, le quatuor participe, avec Pandemonium et Marchesa d'Aragona, à la comédie Tutto va ben madama la marchesa, écrite par Claudio Pallottini et Silvio Subelli, le producteur de longue date du groupe. En 2016, Milk and Coffee effectue une nouvelle tournée en Russie. En 2017, ils collaborent avec Gianni Turco, producteur et réalisateur du format musical télévisé MilleVoci, ce qui les amène à apparaître dans tous les épisodes du programme. 
En 2019, ils sortent un nouvel album, La Dolce vita sous le nom d'Oggi Quatro,. En 2020, le groupe reprend La Supplica del Mondo de Maestro Zoi pendant la cérémonie des European Latin Awards. En 2023, la chanteuse Morena Rosini participe à l'émission The Voice Senior,.

## Discographie

### Albums studio
- 1979 : Indianapolis (Dischi Ricordi)
- 1982 : Milk and Coffee (Lovers, publié par Edigsa en Espagne et en Amérique latine)
- 1984 : Ricordi (Lovers)
- 1984 : Buon compleanno TV (Lovers, LP)
- 1985 : Night and day (Lovers)
- 1986 : Milk and Coffee (inédit en Pologne)
- 1994 : Mani mani (Sony, CD)
- 2001 : Muevete (Mitika International, qdisc)
- 2004 : Suoni live (MTI)
- 2008 : Espressioni e cover (MTI)
- 2011 : Bunga bunga!! (Mint Records)
- 2012 : Pensieri e note (MTI)
- 2014 : Tra le note e le parole (MTI)
- 2016 : Cover e passioni (MTI)
- 2017 : Con gli occhi al pianoforte (MTI)

### Singles
- 1977 : Goodbye San Francisco/Pugni dollari e spinaci (BUS,)
- 1978 : Lady Blue/Welcome to Italy (Ricordi)
- 1979 : Sweet Melody/Cinderella (Ricordi)
- 1979 : Indianapolis/Island Man (Ricordi
- 1981 : Sexy Lola/Fever (Lovers)
- 1982 : Quando incontri l'amore/Ti amo sempre più (Lovers)
- 1982 : Ci sei tu/L'amore viene e va (Lovers)
- 1983 : Canterò/Danny (Lovers)
- 1983 : Canterò/L'amore viene e va (Ibach Records) pour le marché français
- 1984 : Mi ritorni in mente/Il cielo in una stanza (Lovers)
- 1987 : Modella/Mi manchi (Panarecord)
- 1988 : Boy let freedom go (Panarecord)
- 1989 : Canterò per te (Ros Record)
- 1990 : Cuori di pietra/Figli di nessuno (Drum)
- 1991 : Sibyl (MTI)
- 1992 : Cercami (MTI)
- 1993 : Tu vivi/Non esistono gli eroi (Drums)
- 1994 : Mani mani (Sony)
- 1995 : Lascia che sia (MTI)
- 1996 : Dove sei (MTI)
- 1997 : Soli si può (MTI)
- 1998 : Lascia che sia (MTI)
- 1999 : Il piano e il forte dell'anima (MTI)
- 2000 : Paragrafo (MTI)
- 2001 : Muevete (Mitika International)
- 2002 : La mia voce (MTI)
- 2003 : Dancing queen/Hasta mañana
- 2004 : Sola e unica (MTI)
- 2005 : Tutti i colori del mondo (RCA)
- 2006 : Dimmi come mai (Mitika International)
- 2007 : Excape dodico (Mitika International)
- 2008 : Fai con me. (Mitika International)
- 2009 : Non andare via (MTI)
- 2010 : Strada e Musica (MTI)
- 2011 : Le donne (MTI)
- 2014 : Milk and coffee uno e mille ricordi (MTI)
- 2015 : Stella Morena (MTI)
- 2016 : Chiamala libertà (MTI)
- 2017 : Con gli occhi al pianoforte (MTI)